# Grupa benzylowa

Grupa benzylowa

Grupa benzylowa, potocznie benzyl, symbol Bn – grupa funkcyjna zbudowana z pierścienia benzenu z przyłączoną grupą metylenową (−CH2−). Półstrukturalnie zapisywana jest jako C6H5−CH2−. 
Grupę benzylową często stosuje się jako grupę blokującą dla grup hydroksylowych oraz karboksylowych.

## Popularne związki zawierające grupę benzylową
- alkohol benzylowy
- chlorek benzylu
- bromek benzylu
- benzyloamina